# Конно-спортивный парк Баджи Коэн
Конно-спортивный парк Баджи Коэн (яп. 馬事公苑, англ. Baji Koen Equestrian Park) — это парк, расположенный в районе Камиёга (специального района Токио, Сэтагая). Управляется Японской ассоциацией скачек (JRA — Japan Racing Association).

## История
Конный парк был создан с целью подготовки японских конных спортсменов к Олимпийским играм 1940 года в Токио . Турнир был отменен из-за японо-китайской войны.
но стал местом соревнований по конному спорту на Олимпийских играх 1964 и Олимпийских играх 2020 в Токио.
Парк открыт 29 сентября 1940 года и занимает общую площадь около 180 000 м². 
В настоящее время используется в качестве общественного объекта для различных целей, связанных с верховой ездой и распространением идей верховой езды.
Предоставляются тренировочные площадки для лошадей и возможности верховой езды для развития хобби верховой езды, тренировочная площадка для жокейских скачек 
Здесь проводятся соревнования, конные ярмарки и т. д.

## Галерея

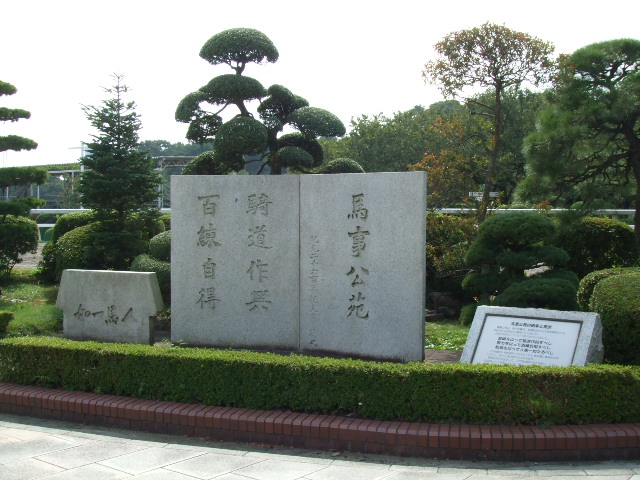
Конный парк
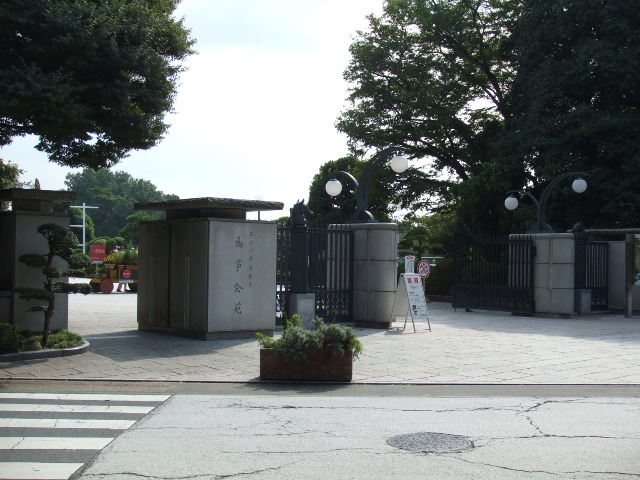
Главный вход в Баджикоэн
Конный парк
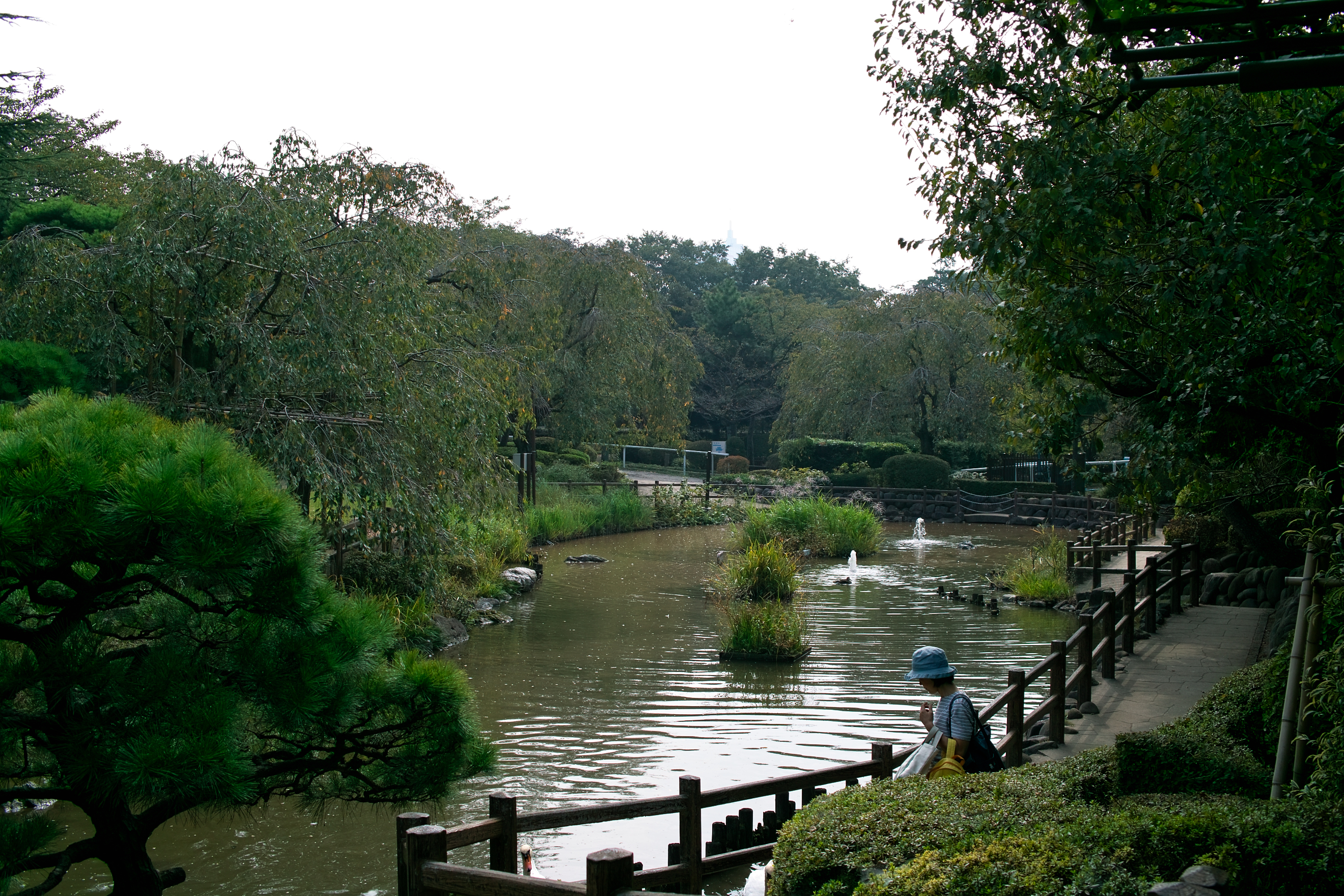
Японский сад (тыквенный пруд), детский парк развлечений.
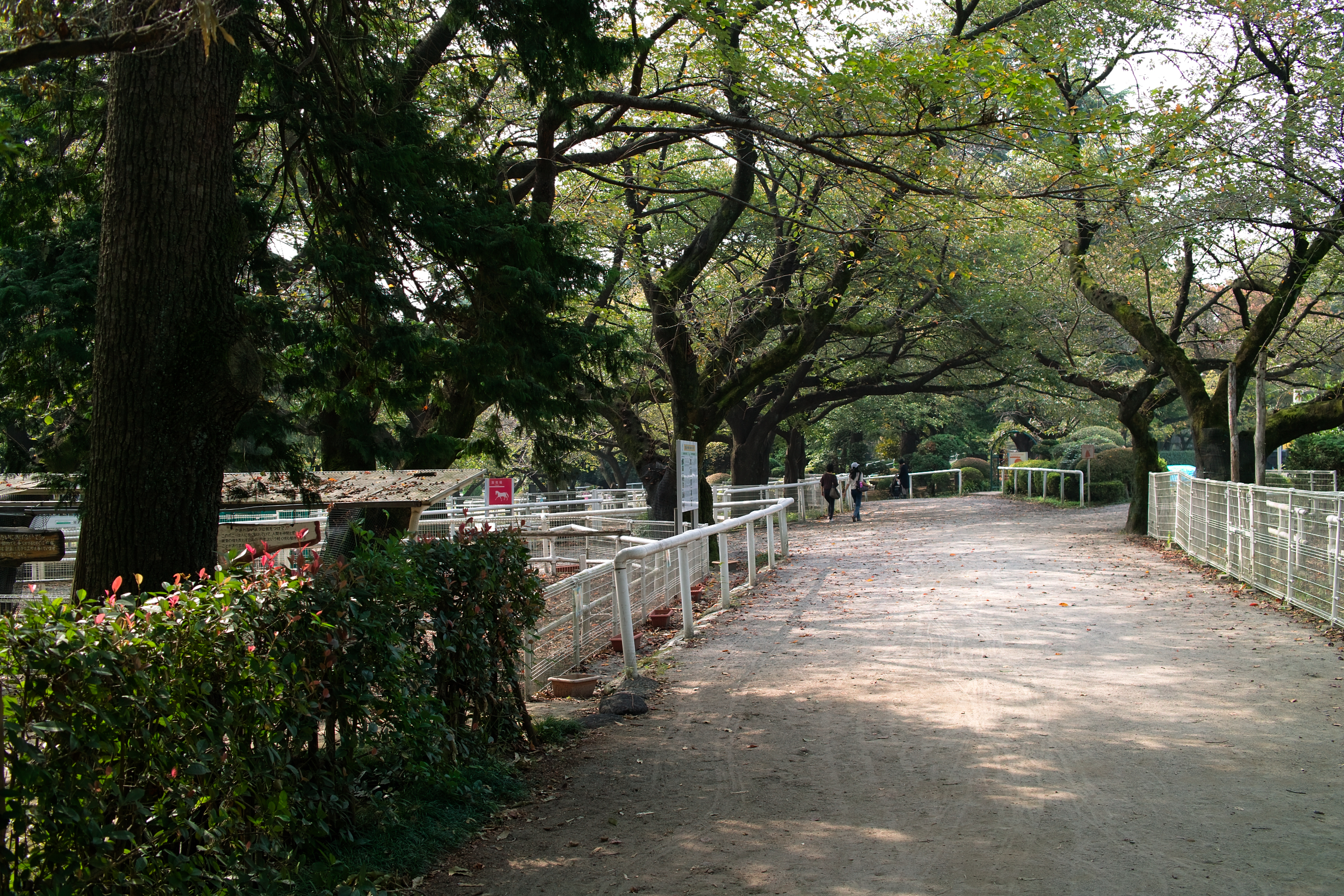
Вид парка в 2011  году